# Сеф Вергоссен
Сеф Вергоссен (нід. Sef Vergoossen, нар. 5 серпня 1947, Ехт) — нідерландський футбольний тренер. 

## Кар'єра тренера
Починав тренерську кар'єру у середині 1970-х роботою з аматорськими командами.
1978 року був запрошений на посаду помічника головного тренера в очолюваний Гансом Кроном тренерський штаб «ВВВ-Венло». Вже протягом частини наступного року виконував обов'язки головного тренера команди, а 1981 року очолив її на постійній основі. Тренував «ВВВ-Венло» до 1988 року та згодом протягом частини 1989 року, після чого на шість років очолив тренерський штаб команди МВВ.
1998 року став головним тренером команди «Роди» (Керкраде). Тренував його команду протягом трьох років, приводив її до перемоги у розіграші  Кубка Нідерландів сезону 1999/2000.
Згодом протягом 2001–2004 років працював у Бельгії, тренуючи «Генк». Під його керівництвом команда в сезоні 2001/02 вигравала чемпіонат Бельгії, а Вергоссена визнавали Тренером року у Бельгії.
Пізніше працював в Азії, тренував спочатку еміратську «Аль-Джазіру», а згодом японську «Нагоя Грампус».
Останнім місцем тренерської роботи спеціаліста був ПСВ, де він працював протягом частини 2008 року, зробивши свій внесок у здобуття титулу чемпіона Нідерландів в сезоні 2007/08.

## Титули і досягнення
- Чемпіон Бельгії (1):

«Генк»: 2001-2002
- Чемпіон Нідерландів (1):

ПСВ: 2007-2008
- Володар Кубка Нідерландів (1):

«Рода»: 1999-2000